# 고세시
고세시(일본어: 御所市)는 일본 긴키 지방의 나라현 중부에 있는 시이다. 나라현의 시 중 인구가 가장 적다.

## 지리
나라 분지의 서남단에 있고, 서쪽에는 야마토카쓰라기산, 곤고산이 있다.

## 역사
고대에는 야마토국 가쓰라기군의 땅이었다. 고대 호족 가쓰라기씨의 본거지로 많은 신사를 비롯해 고대 유적이 풍부하다.
1958년 3월 31일에 고세정을 포함한 미나미카쓰라기군의 1정 3촌이 신설 합병하면서 시로 승격해 고세시가 탄생했다.

## 교통

### 철도
- 서일본 여객철도
  - 와카야마선
    - (← 가쓰라기시 야마토신조역) - 고세역 - 다마데역 - 와키가미역 - 요시노구치역 - (고조시 기타우치역 →)

- 긴키 닛폰 철도
  - 고세선
    - (← 가쓰라기시 오시미역) - 긴테쓰고세역

  - 요시노선
    - (← 다카토리정 이치오역) - 구즈역 - 요시노구치역 - (오요도정 구스리미즈역 →)

### 도로
- 게이나와 자동차도(일본어판, 중국어판)
- 국도 제24호선
- 국도 제168호선
- 국도 제309호선 (일본)(일본어판)